# Jianshan (köpinghuvudort i Kina, Jiangxi Sheng, lat 28,13, long 115,19)
Jianshan är en köpinghuvudort i Kina. Den ligger i provinsen Jiangxi, i den sydöstra delen av landet, omkring 91 kilometer sydväst om provinshuvudstaden Nanchang. Antalet invånare är 15 775. Befolkningen består av 7 542 kvinnor och 8 233 män. Barn under 15 år utgör 18,0 %, vuxna 15-64 år 72 %, och äldre över 65 år 8,0 %.
Runt Jianshan är det tätbefolkat, med 411 invånare per kvadratkilometer. Närmaste större samhälle är Huibu, 19,1 km norr om Jianshan. Trakten runt Jianshan består till största delen av jordbruksmark.
Genomsnittlig årsnederbörd är 2 092 millimeter. Den regnigaste månaden är maj, med i genomsnitt 337 mm nederbörd, och den torraste är oktober, med 32 mm nederbörd.